# سيدة لوخان

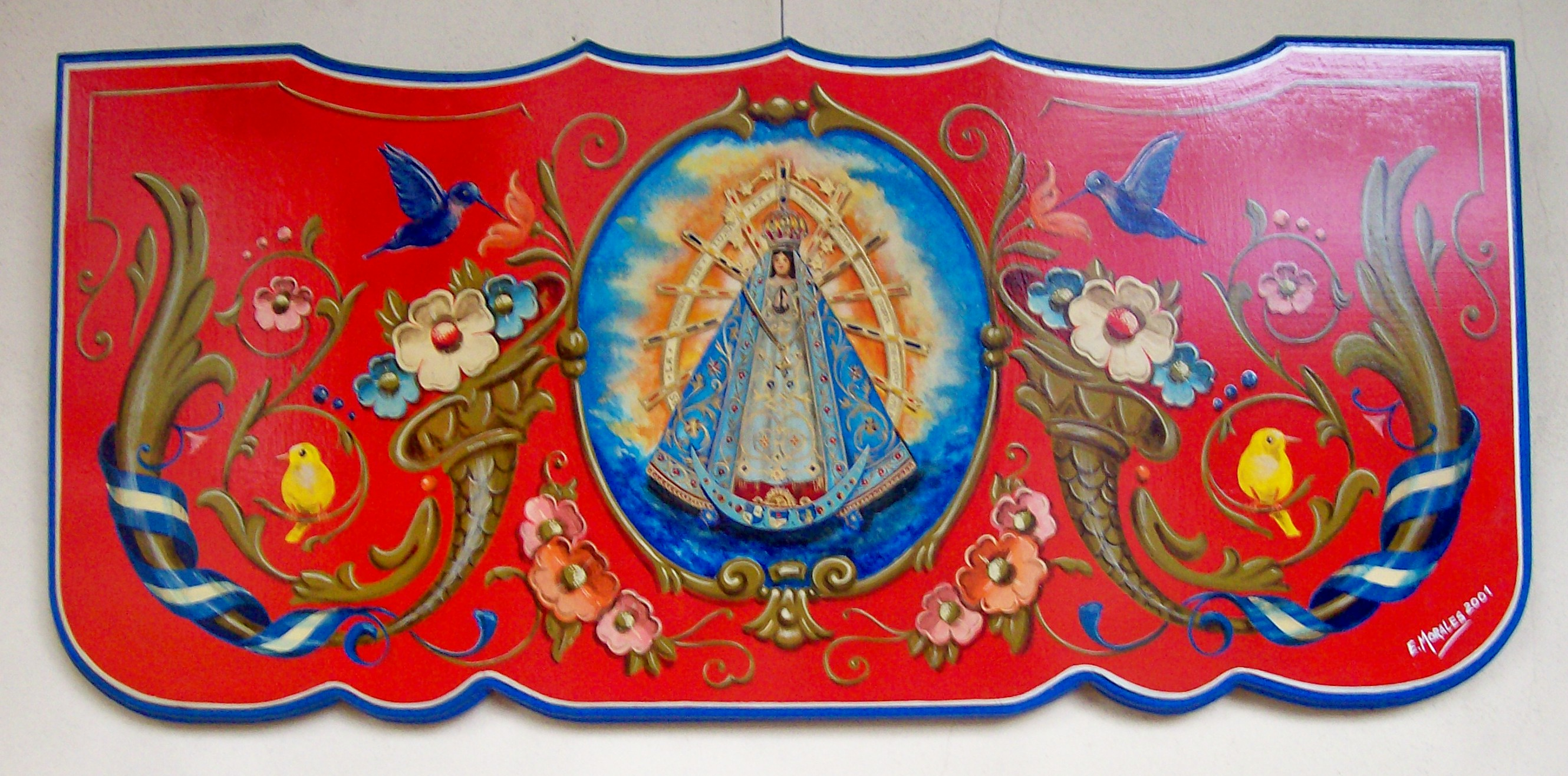
أيقونة سيدة لوخان، راعية.

سيدة لوخان (بالإسبانية: Nuestra Señora de Luján) هي رمز وأيقونة مريم العذراء والدة يسوع المسيح تعود إلى القرن السادس عشر.
تحفظ الأيقونة في كاتدرائية سيدة لوخان في مدينة لوخان، مقاطعة بوينس آيرس في الأرجنتين، تحول الموقع إلى مزار ديني. يُحتفل بيوم عيد سيدة لوخان في 8 مايو. تُعتبر سيدة لوخان راعية الأرجنتين.

## مواقع خارجية
- Our Lady of Lujan from Zsolt Aradi, Shrines to Our Lady, 1954
- Lujan Argentina
- Virgen de Luján
- Marcelo Pisarro, "La lujanera tropezó", en Nerds All Star, Revista Ñ, Diario Clarín, Buenos Aires, 26 de octubre de 2009. نسخة محفوظة 2 يناير 2013 at Archive.is
- Parroquia Nuestra Señora de Luján de Longchamps
- Grupo Scout Nº 1 Nuestra Señora de Luján de Longchamps
- Centro Nuestra Señora de Luján de Longchamps
- Diseñan un dispositivo especial para proteger la imagen de la Virgen نسخة محفوظة 15 أبريل 2009 على موقع واي باك مشين.
- Papal honors, our lady of luján and the Golden Rose